# Quận Allen, Kentucky
Quận Allen (tiếng Anh: Allen County) là một quận thuộc tiểu bang Kentucky. Đến năm 2000, dân số 17.800. quận lỵ của nó là Scottsville, Kentucky [1]. Huyện này được đặt tên theo đại tá John Allen, người đã bị giết trong trận Frenchtown, Michigan trong Chiến tranh năm 1812. Quận Allen là một quận cấm hoặc hoàn toàn khô ráo. Nó được thành lập năm 1815 từ các bộ phận của Barren và Warren huyện.
Theo Cục Điều tra Dân số Hoa Kỳ, quận có tổng diện tích 352 dặm vuông (912  km²), trong đó 346 dặm vuông (896  km²) là đất và 6 dặm vuông (16  km²) là nước. 
Theo điều tra dân số [2] năm 2000, đã có 17.800 người, 6.910 hộ, và 5.113 gia đình sống trong quận. Mật độ dân số là 51 cho mỗi dặm vuông (20 /  km²). Có 8.057 đơn vị nhà ở với mật độ trung bình là 23 cho mỗi dặm vuông (8,9 / km 2). Thành phần dân tộc của dân sinh sống trong quận này như sau: 97,62% người da trắng, 1,07% da đen hay Mỹ gốc Phi, 0,16% người Mỹ bản xứ, 0,12% người châu Á, 0,01% người đảo Thái Bình Dương, 0,36% từ các chủng tộc khác, và 0,66% từ hai hoặc nhiều chủng tộc. 0,83% dân số là người Hispanic hay Latino thuộc chủng tộc nào.
Có 6.910 hộ, trong đó 34,10% có trẻ em dưới 18 tuổi sống chung với họ, 60,60% là các cặp vợ chồng sống với nhau, 9,80% có chủ hộ là nữ không có mặt chồng, và 26,00% là không lập gia đình. 23,10% của tất cả các hộ gia đình đã được tạo thành từ các cá nhân và 10,40% dân số 65 tuổi trở lên sinh sống một mình. Bình quân mỗi hộ là 2,55 và cỡ gia đình trung bình là 2,99.
Dân số quận này có cơ cấu tuổi như sau: 25,80% ở độ tuổi dưới 18, 8,90% 18-24, 28,50% 25-44, 23,10% 45-64, và 13,70% 65 tuổi trở lên. Tuổi trung bình là 36 năm. Cứ mỗi 100 nữ có 95,90 nam giới. Cứ mỗi 100 nữ 18 tuổi trở lên, đã có 93,30 nam giới.
Thu nhập trung bình cho một hộ gia đình trong quận đã được $ 31.238, và thu nhập trung bình cho một gia đình là $ 36,815. Nam giới có thu nhập trung bình $ 27.587 so với 22.659 $ cho phái nữ. Thu nhập trên đầu cho các quận được $ 14,506. Giới 13,20% gia đình và 17,30% dân số sống dưới mức nghèo khổ, trong đó có 23,40% những người dưới 18 tuổi và 20,40% có độ tuổi từ 65 trở lên. 